# Riddim Driven: Diesel
Riddim Driven: Diesel jest trzydziestą szósta składanką z serii Riddim Driven.  Została wydana w listopadzie 2002 na CD i LP. Album zawiera piosenki nagrane na riddimie "Diesel" stworzonym przez Petera Jacksona.

## Lista
1. "Chicken Head" - Bounty Killer & Angel Doolas
2. "5 Minutes" - Anthony Cruz
3. "Pritty" - Major Kristi
4. "Oh Donna" - Mr. Vegas
5. "Money" - Shaddu
6. "Topping" - Ward 21
7. "Show Your Hands" - Mad Cobra
8. "Wosen" - Vybz Kartel
9. "Pon It" - Bling Dawg
10. "Tickle Her Fancy" - Galaxy P
11. "Hot Gal" - Singer J & New Kidz
12. "Low Mi Name (aka Passa Passa)" - Elephant Man
13. "It's On" - Tony Curtis & Mr. Lexx
14. "Girls" - Bugsy Malone
15. "Out Cry" - LMS & Morgan Heritage